# Аида
«Аи́да» (итал. Aida) — опера Джузеппе Верди в 4 действиях, 7 картинах, на либретто Антонио Гисланцони по сценарию египтолога Ф. О. Ф. Мариетта. Написана по заказу египетского хедива Исмаила-паши для Каирского оперного театра, строительство которого было приурочено к открытию Суэцкого канала. Действие происходит в Мемфисе и Фивах во времена владычества фараонов. В опере повествуется о несчастной любви предводителя египетских войск Радамеса и Аиды — дочери эфиопского царя, с войсками которого сражаются египтяне.

## Действующие лица

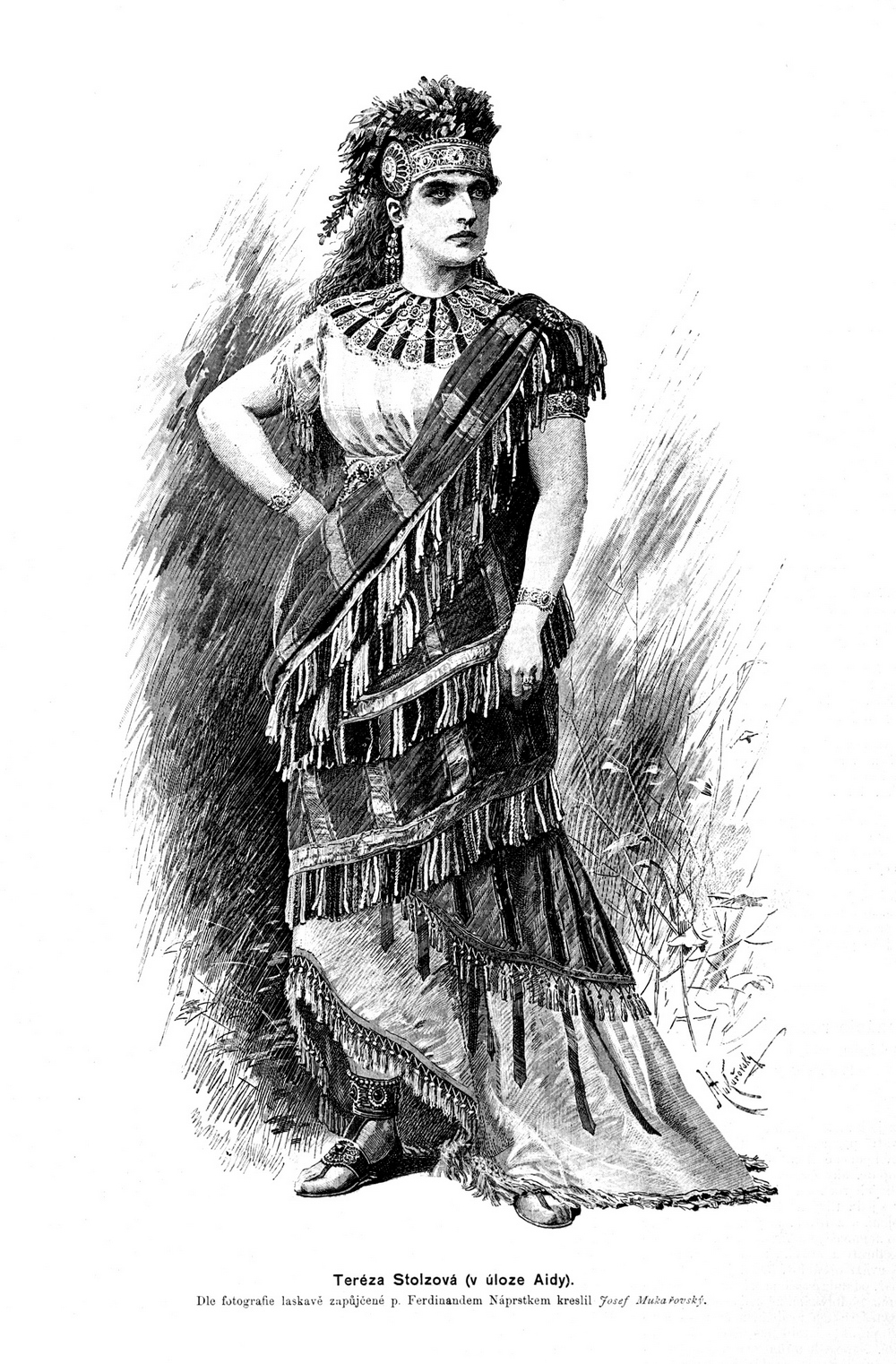
Тереза Штольц в роли Аиды

| Партия                                                                            | Голос         | Исполнитель на мировой премьере в Каире 24 декабря 1871 (Дирижёр: Джованни Боттезини) | Исполнитель на премьере в Европе 8 февраля 1872 (Дирижёр: Франко Фаччо) |
| --------------------------------------------------------------------------------- | ------------- | ------------------------------------------------------------------------------------- | ----------------------------------------------------------------------- |
| Фараон — египетский царь                                                          | бас           | Томмазо Коста                                                                         | Париде Паволери                                                         |
| Рамфис — верховный жрец                                                           | бас           | Паоло Медини                                                                          | Ормондо Маини                                                           |
| Радамес — молодой начальник дворцовой стражи                                      | тенор         | Пьетро Монджини                                                                       | Джузеппе Фанчелли                                                       |
| Амне́рис — дочь фараона                                                            | меццо-сопрано | Элеонора Гросси                                                                       | Мария Вальдманн                                                         |
| Аида — эфиопская рабыня                                                           | сопрано       | Антониетта Анастази-Поццони                                                           | Тереза Штольц                                                           |
| Амона́сро — эфиопский царь, отец Аиды                                              | баритон       | Франческо Штеллер                                                                     | Франческо Пандольфини                                                   |
| Гонец                                                                             | тенор         | Луиджи Стекки-Боттарди                                                                | Луиджи Вистарини                                                        |
| Голос жрицы                                                                       | сопрано       | Мариетта Алльеви                                                                      |                                                                         |
| Жрецы, жрицы, придворные, солдаты, слуги, рабы и пленные эфиопы, египетский народ |               |                                                                                       |                                                                         |

## Содержание

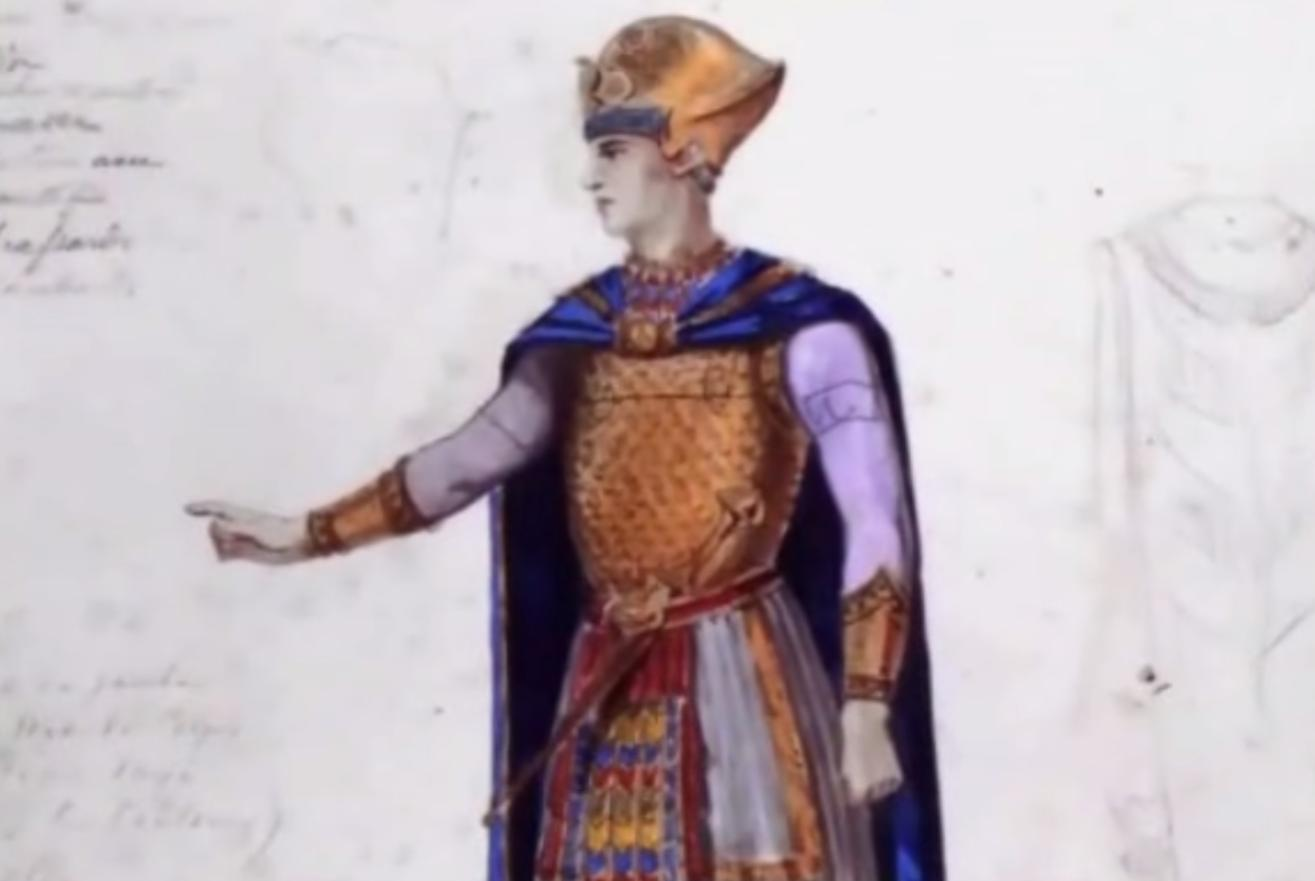
Эскиз костюма к опере Огюста Мариетта

Египет воюет с Эфиопией. Начальник дворцовой стражи фараона Радамес, назначенный полководцем египетских войск в этой войне, и эфиопская царевна Аида (теперь рабыня) любят друг друга. Но Амне́рис (дочь египетского фараона) также влюблена в Радамеса и, догадываясь о своей сопернице, пытается выведать у него эту тайну. Мечтая о славе полководца, Радамес решает попросить фараона подарить ему Аиду, как только он вернётся триумфатором. Аида разрывается между чувствами к Радамесу и любовью к родине.
Пока Радамес на войне, Амне́рис решает испытать Аиду и после притворно-ласковых слов говорит ей, что полководец убит. Поражённая горем Аида выдаёт свои чувства. Амне́рис гневно упрекает её за то, что она, рабыня, посмела соперничать с самой дочерью фараона. В душевном порыве Аида едва не говорит ей, что и она тоже — дочь царя, но потом, быстро опомнившись, просит у Амне́рис прощения. Радамес одерживает блестящую победу над эфиопами и со своим войском возвращается с триумфом в Фивы, ведя за собой пленных. Аида с ужасом узнаёт среди них своего отца — эфиопского царя Амона́сро, который скрывает своё настоящее положение. Верховный жрец настаивает на казни пленных, но Радамес просит за них перед фараоном. В награду за победу фараон объявляет Радамеса своим престолонаследником и дарует ему в жёны Амне́рис.
Эфиопский царь, желая вернуть себе отчизну и зная о любви Аиды к Радамесу, говорит ей о необходимости узнать от Радамеса путь, по которому должны пройти египетские войска, чтобы эфиопы могли раньше занять этот путь. Аида отказывается, и тогда Амона́сро в гневе говорит ей: «Ты уже не моя дочь больше, только рабыня фараона». Аида с горечью соглашается. Ночью на берегу Нила происходит свидание Аиды с Радамесом. Аида предлагает ему бежать в Эфиопию. Влюблённый Радамес после некоторых колебаний соглашается и по просьбе Аиды называет тот путь, который свободен от египтян, и которым эфиопы могут пройти. Эфиопский царь Амона́сро, подслушав разговор, присоединяется к ним, суля Радамесу счастье в своей стране. Неожиданно к ним выходят Амне́рис и верховный жрец Рамфис, которые подслушали всё. Радамес защищает Аиду и её отца и добровольно сдаётся в руки стражи. Аида и Амона́сро исчезают. Амне́рис обещает Радамесу спасти его, если он согласится забыть Аиду. Но он остаётся непреклонным вопреки её страстным мольбам.
Начинается суд, во время которого Радамес упорно отмалчивается на все задаваемые ему вопросы, и в конце концов, невзирая на отчаяние и протест Амне́рис, Рамфис с жрецами выносят приговор «предателю»: за измену Радамеса приговаривают к погребению заживо. После того, как плита намертво закрыла вход в подземелье, перед очами Радамеса предстаёт Аида. Она узнала об участи любимого и тайно проникла в подземелье, чтобы умереть вместе с ним. Наконец соединённые, Аида и Радамес мечтают о счастье на небе; Амне́рис, в траурных одеждах, стоит в храме над плитой в подземелье и просит у богов мир и отраду своему любимому Радамесу после смерти.

## Постановки
- Опера «Аида» впервые поставлена 24 декабря 1871 (Каир). В ролях: Амне́рис — Гросси, Аида — Поццони, Радамес — Монджини, Амона́сро — Штеллер, Рамфис — Медини. Дирижёр — Боттезини.
- В России впервые поставлена итальянской труппой 19 ноября 1875 (Петербург). В ролях: Аида — Штольц, Амне́рис — Кари, Радамес — Николини, Амона́сро — Котоньи, Рамфис — Каппони, Фараон — Строцци.
- Впервые на русском языке поставлена 1 апреля 1877 (Мариинский театр, Петербург). В ролях: Аида — Меньшикова, Амне́рис — Каменская, Радамес — Орлов, Амона́сро — Корсов, Рамфис — Стравинский, фараон — Палечек.
- На советской сцене поставлена впервые 6 октября 1922 (Большой театр, Москва). В ролях: Аида — Держинская, Амне́рис — Обухова, Радамес — Евлахов, Амона́сро — Савранский, Рамфис — Осипов. Дирижёр Сук, реж. Лосский, художник Федоровский.

## Избранные аудиозаписи
- 1928. Аида — Джаннина Аранджи-Ломбарди, Радамес — Арольдо Линди, Амне́рис — Мария Капуана, Амона́сро — Армандо Борджоли, хор и оркестр миланского театра «Ла Скала», дирижёр — Карло Сабайно.
- 1928. Аида — Дузолина Джаннини, Радамес — Аурелиано Пертиле, Амне́рис — Ирен Мингини-Каттанео, Амона́сро — Джованни Ингилленри, хор и оркестр миланского театра «Ла Скала», дирижёр — Лоренцо Молайоли.
- 1946. Аида — Мария Канилья, Радамес — Бениамино Джильи, Амне́рис — Эбе Стиньяни, Амона́сро — Джино Беки, хор и оркестр Римской оперы, дирижёр — Туллио Серафин.
- 1953. Аида — Рената Тебальди, Радамес — Марио дель Монако, Амне́рис — Эбе Стиньяни, Амона́сро — Альдо Протти, хор и оркестр Римской академии «Санта-Чечилия», дирижёр — Альберто Эреде.
- 1952. Аида — Нина Покровская, Радамес — Георгий Нэлепп, Амне́рис — Вероника Борисенко, Амона́сро — Павел Лисициан, Рамфис — Евгений Иванов, Царь Египта — Сергей Красовский, хор и оркестр Большого театра СССР, дирижёр — Александр Мелик-Пашаев
- 1953. Аида — Наталья Соколова, Радамес — Георгий Нэлепп, Амне́рис — Вера Давыдова, Амона́сро — Павел Лисициан, Рамфис — Иван Петров, Царь Египта — Игорь Михайлов, хор и оркестр Большого театра СССР, дирижёр — Александр Мелик-Пашаев
- 1955. Аида — Мария Каллас, Радамес — Ричард Такер, Амне́рис —Федора Барбьери, Амона́сро — Тито Гобби, Рамфис — Джузеппе Модести, Царь Египта — Никола Заккариа, Жрица — Эльвира Галасси, Гонец — Франко Риччарди, хор и оркестр театра «Ла Скала», дирижёр — Туллио Серафин.
- 1961. Аида — Галина Вишневская, Радамес — Зураб Анджапаридзе, Амне́рис — Ирина Архипова, Амона́сро — Павел Лисициан, Рамфис — Иван Петров, хор и оркестр Большого театра СССР, дирижёр — Александр Мелик-Пашаев.
- 1962. Аида — Галина Вишневская, Радамес — Зураб Анджапаридзе, Амне́рис — Ирина Архипова, Амона́сро — Виктор Нечипайло, Рамфис — Иван Петров, Царь Египта — Марк Решетин, Жрица — Маргарита Миглау, Гонец — Филипп Пархоменко, хор и оркестр Большого театра СССР, дирижёр — Александр Мелик-Пашаев.
- 1964. Аида — Леонтина Прайс (первое исполнение роли 'эфиопки' Аиды чернокожей певицей), Радамес — Джон Викерс, Амне́рис — Рита Горр, Амона́сро — Роберт Меррилл, Рамфис — Джорджо Тоцци, Царь Египта — Плинио Клабасси, Жрица — Мьетта Сигеле, Гонец — Франко Риччарди, хор и оркестр Римской оперы, дирижёр — Георг Шолти.
- 1964. Аида — Галина Вишневская, Радамес — Джон Викерс, Амне́рис — Джульетта Симионато, Амона́сро — Питер Глоссоп, Рамфис — Дж. Рулё, хор и оркестр театра «Ковент-Гарден», дирижёр — Дж. Бэлкуилл.
- 1972. Аида — Мирелла Френи, Радамес — Хосе Каррерас, Амне́рис — Агнес Бальтса, Амона́сро — Пьеро Каппуччилли, Рамфис — Руджеро Раймонди, хор Венской государственной оперы, Венский филармонический оркестр, дирижёр — Герберт фон Караян.
- 1974. Аида — Монсеррат Кабалье, Радамес — Пласидо Доминго, Амне́рис — Фьоренца Коссотто, Амона́сро — Пьеро Каппуччилли, Рамфис — Николай Гяуров, Царь Египта — Л. Рони, Жрица — Е. Казас, Гонец — Никола Мартинуччи, хор и оркестр «Новая Филармония», дирижёр — Риккардо Мути.
- 1981. Аида — Катя Риччарелли, Радамес — Пласидо Доминго, Амне́рис — Елена Образцова, Амона́сро — Лео Нуччи, Рамфис — Николай Гяуров, Царь Египта — Руджеро Раймонди, Жрица — Лючия Валентини-Террани, хор и оркестр театра «Ла Скала», дирижёр — Клаудио Аббадо.

## Избранные видеозаписи
- 1985. Аида — Мария Кьяра, Радамес — Лучано Паваротти, Амне́рис — Гена Димитрова, Амона́сро — Хуан Понс, Рамфис — Николай Гяуров, Царь Египта — Паата Бурчуладзе, хор и оркестр театра Ла Скала, дирижёр — Лорин Маазель, режиссёр — Лука Ронкони.
- 1991. Аида — Эйприл Милло, Радамес — Пласидо Доминго, Амне́рис — Долора Заджик, Амона́сро — Шерил Милнз, Рамфис — Паата Бурчуладзе, Царь Египта — Димитри Кавракос, хор и оркестр Метрополитен-опера, дирижёр — Джеймс Ливайн, режиссёр — Соня Фризелл.
- 1992. Аида — Мария Кьяра, Радамес — Кристиан Йоханссон[англ.], Амне́рис — Долора Заджик, Амона́сро — Хуан Понс, Рамфис — Николай Гяуров, Царь Египта — Карло Струли, хор и оркестр Арена ди Верона, дирижёр — Нелло Санти[англ.], режиссёр — Джанфранко Де Бозио[англ.].
- 2010 (фрагменты). Аида — Елена Михайленко, Радамес — Дмитрий Пономарёв, Амне́рис — Лариса Костюк, Амона́сро — Сергей Топтыгин, Рамфис — Дмитрий Скориков, Царь Египта — Александр Киселёв, хор и оркестр театра Геликон-опера, дирижёр — Денис Кирпанёв, режиссёр — Дмитрий Бертман.
- 2017. Аида — Анна Нетребко, Радамес — Франческо Мели[англ.], Амне́рис — Екатерина Семенчук[нем.], Амона́сро — Лука Сальси[итал.], Рамфис — Дмитрий Белосельский, Царь Египта — Роберто Тальявини[нем.], хор и оркестр Венской оперы, дирижёр — Риккардо Мути, режиссёр — Ширин Нешат[4][5].

## Экранизации
- «Аида» (1953, Италия). Режиссёр — Клементе Фракасси. В ролях: Аида — Софи Лорен (вокал — Рената Тебальди), Радамес — Лучано делла Марра (вокал — Джузеппе Кампора), Амне́рис — Лоис Максвелл (вокал — Эбе Стиньяни), Амона́сро — Афро Поли (вокал — Джино Беки), Рамфис — Антонио Кассинелли (вокал — Джулио Нери). Хор и Национальный симфонический оркестр Итальянского радио, дирижёр — Джузеппе Морелли. Солисты в танцевальных номерах: Альба Арнова, Иветт Шовире, Леонид Мясин. Балетная труппа Римского оперного театра, хореограф — Маргарет Валльманн.

## Издания
- Партитура, Milano, Gr. Ricordi Cie [1913], рус. изд. клавира, перевод Г. Лишина и Г. Олизора, М.: Юргенсон, [1896].

## В астрономии
В честь Аиды назван астероид (861) Аида, открытый в 1917 году.
В честь Амнерис назван астероид (871) Амнерида, открытый в 1917 году

## Интересные факты
- По воспоминаниям Бориса Бажанова, в 1920-х годах Сталин предпочитал слушать в опере именно «Аиду»[6].
- Сергей Поляков, персонаж рассказа Михаила Булгакова «Морфий», неоднократно упоминает «Аиду», поскольку его возлюбленная исполняет в ней роль Амнерис.
- В сборнике итальянского писателя Джанни Родари «Какие бывают ошибки» есть рассказ «Музыкальная история», герой которого Тромбетти Джованкарло решается в одиночку записать оперу, для чего сам исполняет все партии артистов и партии музыкальных инструментов.